# Marano di Reno
Il Marano (o Marano di Reno per distinguerlo dall'omonimo corso d'acqua sammarinese) è un torrente dell'Appennino emiliano che scorre tra le provincie di Modena e Bologna. 

## Percorso
Nasce infatti dal monte della Torraccia (1083 m) nel comune modenese di Montese; non lontano dalla sua sorgente si trovano anche quelle dell'Àneva, affluente del Vergatello. Entra poi nella provincia di Bologna, segnando per un breve tratto il confine con quella di Modena, nel comune di Gaggio Montano di cui bagna le frazioni Rocca Pitigliana e Marano. È proprio in quest'ultima frazione che il torrente confluisce nel fiume Reno dopo un percorso di circa 10 km.
La sua direzione è ondivaga ma si può accettare che sia rivolta verso sud-est.

## Regime idrologico
Il suo corso è stato pesantemente manipolato dall'uomo negli anni quaranta e cinquanta a causa del suo brusco carattere torrentizio, con la costruzione di briglie di altezza variabile che tuttavia, limitando la mobilità dei pesci, hanno provocato un forte danno all'ecosistema. A differenza di altri affluenti di sinistra del Reno (come il Vergatello o il Samoggia), il Marano non rimane mai completamente asciutto durante il periodo estivo e questo è dovuto alla folta vegetazione che cresce lungo i suoi argini.